# Joseph Krautwald von Annau
Joseph Krautwald von Annau (Vienna, 1º ottobre 1858 – Bratislava, 13 aprile 1925) è stato un generale austro-ungarico e comandante del III Corpo d'armata austro-ungarico schierato durante la prima guerra mondiale dal 1916 al 1918 sull'Altopiano dei Sette Comuni.

## Biografia
Frequentò l'Accademia militare tecnica a Vienna. Finito gli studi nel 1879 con il rango di sottotenente fu assegnato al 2º Reggimento Genio. Nel 1889, un anno prima aveva raggiunto il grado di capitano, iniziò a lavorare presso la direzione del genio a Brünn.
Nel 1892 fu trasferito al 2º Battaglione pionieri di stanza a Linz per svolgere servizio presso la truppa. Nel 1896 fu promosso a maggiore e nominato comandante del 4º Battaglione pionieri situato a Pettau lungo il fiume Drava. Nel 1901 fu assegnato al 96º Reggimento fanteria del quale assunse cinque anni dopo il comando.
Contemporaneamente insegnò tattica e storia militare presso la scuola per gli ufficiali del corpo a Zagabria. Nel 1910 fu nominato a capo della 53ª Brigata fanteria a Košice e promosso a Maggior generale. Due anni dopo fu messo a capo della 34ª Divisione fanteria dislocata a Temešvár e un anno dopo seguì la promozione a Feldmarschallleutnant.

### Prima guerra mondiale

#### Fronte orientale
Allo scoppio della prima guerra mondiale la 34ª Divisione di Krautwald si trovò schierata con il VII Corpo d'Armata assegnata alla 2ª Armata di Eduard von Böhm-Ermolli sul fronte serbo ma già il 22 agosto fu trasferita in fretta sul fronte galiziano per contrastare l'esercito imperiale russo. A fine agosto Krautwald guidò la sua divisione, l'unica della 2ª Armata ad intervenire, nella Battaglia di Gnila Lipa senza poter evitare la sconfitta della 3ª Armata del generale Brudermann che portò alla occupazione di Leopoli ai primi di settembre da parte dell'esercito russo e in seguito alla ritirata delle forze armate dell'Impero austro-ungarico fino al fiume San conclusasi a metà settembre 1914.
Nella campagna autunnale la 34ª Divisione di Krautwald fu impegnata nella controffensiva austro-tedesca per fermare l'avanzata dei russi a sud di Przemyśl. A fine ottobre furono assegnati altri battaglioni alla 34ª Divisione creando così il gruppo Krautwald. Dopo la sconfitta della 9ª Armata tedesca sotto il comando di Hindenburg nella Battaglia della Vistola il 31 ottobre l'azione offensiva si fermò e nel mese di novembre la 34ª Divisione fu costretto a ritirarsi sui Carpazi orientali per presidiare i passi montani.
In seguito il gruppo comandato da Krautwald, che cambiò formazione un paio di volte, a dicembre fu aggiunto per esempio dalla 56ª Divisione, partecipò alla battaglia invernale dei Carpazi. Si pensò di utilizzare le truppe di Krautwald anche per sbloccare l'assedio di Przemyśl ma l'avanzata del suo gruppo fu respinta dai russi e Krautwald si vide costretto a ripiegare.
A gennaio 1915 gli fu affidato il X Corpo d'armata schierato anch'esso sui Carpazi nella battaglia invernale sostituendo il generale Hugo Meixner von Zweienstamm sollevato dal comando temporaneamente per malattia. In seguito al ritorno di Meixner a fine marzo 1915 fu messo a comando del III Corpo d'armata incorporato nella 3ª Armata al posto dell'esonerato generale Emil Colerus von Geldern.
A capo dell III Corpo d'armata, nel frattempo assegnato alla 7ª Armata sotto il comando di Karl von Pflanzer-Baltin, partecipò poi all'Offensiva di Gorlice-Tarnów nella difesa lungo il fiume Prut e poi all'avanzata verso Brest-Litowsk nella successiva offensiva del Bug prima che il 12 agosto 1915 il III corpo venisse trasferito sull'Isonzo.

#### Fronte italiano
Sul fronte italiano il III Corpo fu assegnato alla 5ª Armata, la cosiddetta Armata dell'Isonzo, di Borojević e schierato sull'altipiano carsico di Doberdò. Il III Corpo di Krautwald difese il settore assegnatoli durante la Terza e Quarta battaglia dell'Isonzo contro gli attacchi della 3ª Armata del Regio Esercito perdendo nelle Terza battaglia, quando l'attacco sfiorò soltanto il settore presidiato dal III Corpo, quasi 2.800 uomini tra morti, feriti e dispersi.
Ai primi di febbraio del 1916 Krautwald ricevette l'ordine di prepararsi per il trasferimento del III Corpo d'armata su un altro fronte e due settimane dopo le truppe del VII Corpo andavano gradualmente sostituire quelle del III. A metà marzo lo spostamento ferroviario del III Corpo sul fronte tirolese era concluso. Il III Corpo sempre a capo di Krautwald fu radunato nella Piana Rotaliana a nord di Trento nella Valle dell'Adige per andare a schierarsi inizialmente all'interno della 11ª Armata sotto il comando di Viktor Dank e poi all'interno della 3ª Armata di Hermann Kövess tra la Val d'Astico e la Cima Vezzena sull'Altopiano di Lavarone e sulla Piana di Vezzena per partecipare all'Offensiva di Primavera, meglio nota come Strafexpedition.
La massa delle truppe di Krautwald iniziarono a muoversi il 20 maggio dopo un intenso bombardamento delle linee italiane occupate dalla 34ª Divisione sotto il comando del generale Alessandro Angelini su ambo i lati della Val d'Assa. Due giorni dopo le avanguardie del III Corpo occuparono i forti italiani Verena e Campolongo e il 25 maggio si trovavano oltre la Val d'Assa sul Monte Ortigara sotto Cima XII. Successivamente le truppe del III Corpo riuscirono a occupare tutta la parte sommitale del Monte Ortigara. La sera del 28 maggio una compagnia del 11º Battaglione Feldjäger, entrò a Asiago. Fino alla controffensiva italiana di metà giugno il III Corpo di Krautwald riuscì a occupare anche parte dell'Altopiano dei Sette Comuni ad est di Asiago e il 5 giugno il 2º Reggimento bosniaco-erzegovino conquistò il Monte Meletta (Monte Fior) la cima più alta delle Melette durante la prima battaglia delle Melette.
Il III Corpo d'armata rimase sull'Altopiano dei Sette Comuni anche dopo la fine del controffensiva italiana. Sotto il comando di Krautwald le truppe imperiali, assegnate nel frattempo alla 11ª Armata, affrontarono gli attacchi italiani nell'estate 1916 nella zona del Monte Zebio e di Forte Interrotto a nord di Asiago. Nel maggio 1917 Krautwald fu promosso a Generale di fanteria per contrastare poi l'offensiva italiana nella Battaglia del Monte Ortigara nel mese successivo. In seguito alla Battaglia di Caporetto il III Corpo di Krautwald avanzò nuovamente e riuscì a conquistare per la seconda volta il Monte Meletta ai primi di dicembre 1917 seguito subito dopo dalla conquista del Monte Sisemol e del Col di Rosso alla fine di dicembre nella prima Battaglia dei Tre Monti.
Nel gennaio 1918 Krautwald fu sollevato dal suo comando per motivi di salute. In seguito ricevette il titolo di Geheimer Rat (in italiano consigliere segreto) e fu nobilitato con il titolo di Freiherr. Nel 1919 fu congedato. Morì nel 1925 a Bratislava.

## Onorificenze
Fonte